# Team LVC 2019
Questa voce raccoglie le informazioni riguardanti il Team LVC nelle competizioni ufficiali della stagione 2019.

## Organigramma societario
Area direttiva
- Presidente: Christopher Hosley

Area tecnica
- Allenatore: Christopher Hosley

## Rosa
| N° | Nome                | Ruolo | Data di nascita   | Nazionalità sportiva |
| -- | ------------------- | ----- | ----------------- | -------------------- |
| 1  | Christopher Hosley  | O     | 20 gennaio 1982   | Stati Uniti          |
| 3  | Michael Pelletier   | L     | 15 settembre 1991 | Stati Uniti          |
| 4  | Jeffrey Schmitz     | P     | 22 maggio 1988    | Stati Uniti          |
| 5  | Joseph Norton       | S     | 22 aprile 1992    | Stati Uniti          |
| 6  | Andrew Fishman      | S     | 12 novembre 1992  | Stati Uniti          |
| 7  | Daniel Glamack      | S     | 20 giugno 1993    | Stati Uniti          |
| 8  | Andrew Witkofsky    | C     | 28 ottobre 1988   | Stati Uniti          |
| 10 | Lansana Rogers      | C     | 3 maggio 1991     | Stati Uniti          |
| 11 | Blake Leeson        | C     | 7 giugno 1995     | Stati Uniti          |
| 12 | Michael Marshman    | C     | 27 luglio 1994    | Stati Uniti          |
| 13 | Eric Martin         | P     | 24 dicembre 1972  | Stati Uniti          |
| 14 | Alex McColgin       | O     | 4 giugno 1992     | Stati Uniti          |
| 15 | Jordan Varee        | O     | 30 maggio 1988    | Stati Uniti          |
| 16 | Christian Blough    | P     | 8 marzo 1995      | Stati Uniti          |
| 17 | Amir Lugo-Rodriguez | C     | 25 ottobre 1993   | Stati Uniti          |
| 19 | Nicolas Szerszeń    | S     | 31 dicembre 1996  | Francia              |
| 20 | Aaron Ahloe         | P     | 13 novembre 1986  | Stati Uniti          |
| 21 | James Hosley        | L     | 4 settembre 1984  | Stati Uniti          |
| 22 | Shaun Ermi          | C     | 14 giugno 1995    | Stati Uniti          |
| 23 | David Evans         | S     | 24 settembre 1992 | Stati Uniti          |
| 24 | Ryan Carty          | C     | 31 ottobre 1989   | Stati Uniti          |
| 25 | Maxime Hervoir      | S     | 25 febbraio 1995  | Francia              |

## Statistiche

### Statistiche di squadra
| Competizione | Punti | In casa | In casa | In casa | In trasferta | In trasferta | In trasferta | Totale | Totale | Totale |
| Competizione | Punti | G       | V       | P       | G            | V            | P            | G      | V      | P      |
| ------------ | ----- | ------- | ------- | ------- | ------------ | ------------ | ------------ | ------ | ------ | ------ |
| NVA          | 23    | 0       | 0       | 0       | 0            | 0            | 0            | 15     | 10     | 5      |
| Totale       | -     | 0       | 0       | 0       | 0            | 0            | 0            | 15     | 10     | 5      |

G = partite giocate; V = partite vinte; P = partite perse

### Statistiche dei giocatori
| Giocatore         | NVA | NVA | NVA | NVA | NVA | Totale | Totale | Totale | Totale | Totale |
| Giocatore         | P   | PT  | AV  | MV  | BV  | P      | PT     | AV     | MV     | BV     |
| ----------------- | --- | --- | --- | --- | --- | ------ | ------ | ------ | ------ | ------ |
| A. Ahloe          | 3   | 6   | 4   | 1   | 1   | 3      | 6      | 4      | 1      | 1      |
| C. Blough         | 9   | 22  | 11  | 6   | 5   | 9      | 22     | 11     | 6      | 5      |
| R. Carty          | 3   | 18  | 11  | 5   | 2   | 3      | 18     | 11     | 5      | 2      |
| S. Ermi           | 1   | 1   | 0   | 0   | 1   | 1      | 1      | 0      | 0      | 1      |
| D. Evans          | 6   | 0   | 0   | 0   | 0   | 6      | 0      | 0      | 0      | 0      |
| A. Fishman        | 7   | 11  | 9   | 0   | 2   | 7      | 11     | 9      | 0      | 2      |
| D. Glamack        | 3   | 34  | 31  | 3   | 0   | 3      | 34     | 31     | 3      | 0      |
| M. Hervoir        | 3   | 26  | 21  | 2   | 3   | 3      | 26     | 21     | 2      | 3      |
| C. Hosley         | 7   | 12  | 11  | 1   | 0   | 7      | 12     | 11     | 1      | 0      |
| J. Hosley         | 2   | 0   | 0   | 0   | 0   | 2      | 0      | 0      | 0      | 0      |
| B. Leeson         | 6   | 46  | 38  | 7   | 1   | 6      | 46     | 38     | 7      | 1      |
| A. Lugo-Rodriguez | 2   | 14  | 9   | 5   | 0   | 2      | 14     | 9      | 5      | 0      |
| M. Marshman       | 8   | 69  | 53  | 11  | 5   | 8      | 69     | 53     | 11     | 5      |
| E. Martin         | 9   | 1   | 0   | 0   | 1   | 9      | 1      | 0      | 0      | 1      |
| A. McColgin       | 6   | 64  | 56  | 7   | 1   | 6      | 64     | 56     | 7      | 1      |
| J. Norton         | 6   | 37  | 26  | 7   | 4   | 6      | 37     | 26     | 7      | 4      |
| M. Pelletier      | 8   | 24  | 21  | 3   | 8   | ?      | 24     | 21     | 3      | 0      |
| L. Rogers         | 5   | 40  | 20  | 19  | 1   | 5      | 40     | 20     | 19     | 1      |
| J. Schmitz        | 3   | 0   | 0   | 0   | 0   | 3      | 0      | 0      | 0      | 0      |
| N. Szerszeń       | 8   | 149 | 127 | 8   | 14  | 8      | 149    | 127    | 8      | 14     |
| J. Varee          | 8   | 70  | 55  | 8   | 7   | 8      | 70     | 55     | 8      | 7      |
| A. Witkofsky      | 2   | 13  | 10  | 2   | 1   | 2      | 13     | 10     | 2      | 1      |

P = presenze; PT = punti totali; AV = attacchi vincenti; MV = muri vincenti; BV = battute vincenti